# Reverso (entreprise)
 (janvier 2022).
Reverso (Softissimo est l'ancien nom de la société Reverso SAS) est un éditeur de logiciels français spécialisé dans les applications linguistiques de l'informatique (traduction, correction, dictionnaire, grammaire, apprentissage de langues) et connu pour le portail Reverso et la gamme de logiciels Reverso.

## Historique
La société a lancé de nombreuses innovations : premier correcteur grammatical du français avec Hugo, premier dictionnaire électronique largement diffusé avec Collins Lexibase, premier logiciel de traduction pour PC, intranet et internet avec Reverso.
La société a contribué à l'essor des services de traduction gratuite en ligne, notamment le service Reverso.net.
Infolangue, plateforme de ressources multimedia pour l'apprentissage des langues en ligne a reçu les labels de l'éducation nationale.[réf. nécessaire]
L'entreprise a développé une plateforme de traduction en ligne Reverso Localize ainsi qu'un nouveau concept de dictionnaire bilingue avec concordancier : Reverso Context.